# Rennes-les-Bains
Rennes-les-Bains é uma comuna francesa na região administrativa de Occitânia, no departamento de Aude. Estende-se por uma área de 18,77 km². Em 2010 a comuna tinha 205 habitantes (densidade: 10,9 hab./km²).